# U-23サッカーグアム代表
U-23サッカーグアム代表は、グアムサッカー協会によって編成されるグアムのサッカーの23歳以下のナショナルチームである。23歳以下の選手を対象とするオリンピックに出場するためのチームである。そのため、オリンピックの前年にはU-22サッカーグアム代表、そのさらに前年にはU-21サッカーグアム代表と呼称が変わる。

## オリンピックの成績
- 1992 - 不参加
- 1996 - 不参加
- 2000 - 不参加
- 2004 - 不参加
- 2008 - 不参加
- 2012 - 不参加
- 2016 - 不参加
- 2021 - 不参加
- 2024 - 予選敗退

## アジア競技大会の成績
- 2002 - 不参加
- 2006 - 不参加
- 2010 - 不参加

## U-23選手権の成績
- 2013 - 不参加
- 2016 - 不参加
- 2018 - 不参加
- 2020 - 不参加
- 2022 - 不参加
- 2024 - 予選敗退